# Xylariophilus bicoloripennis
Xylariophilus bicoloripennis is een keversoort uit de familie knotshoutkevers (Bothrideridae). De wetenschappelijke naam van de soort werd in 1986 gepubliceerd door Pal & Lawrence.